# 時田優
時田 優（ときた ゆう、1959年2月21日 - ）は、日本の俳優。本名、野々宮 鉄宣（旧姓名、佐藤 鉄宣） 。
東京都出身。東京都立多摩工業高等学校卒業。

## 人物
高校入学時より約11年間俳優生活を送る。当初はアルバイトで、『秘密戦隊ゴレンジャー』『宇宙鉄人キョーダイン』『円盤戦争バンキッド』などの特撮テレビドラマで戦闘員を演じていた。
NHK銀河テレビ小説『ガラスのうさぎ』（1980年）などに出演後、『科学戦隊ダイナマン』（テレビ朝日）のオーディションに合格。自身ダイビングなどの経験があったことからブルー役を狙っていたが、結果的にダイナイエロー/南郷耕作役に抜擢される。
1985年に俳優を引退し、プリント基板の検査機メーカーに入社。1988年にはダイビング指導団体で販売向けセミナー・経営者セミナーの企画開催を担当し、コンサルティングに従事する。1999年には水中カメラ・水中撮影機材メーカー“シーアンドシー”に入社して、営業統括本部長として多忙な日々を送っていたが、その後は外資系金融機関に勤務している。
妻は当時『科学戦隊ダイナマン』で共演した間柄でもある萩原佐代子。
2007年8月25日に新宿で行われた戦隊イベントに飛び入り参加した。また同年2月21日に発売されたDVDの「科学戦隊ダイナマンVo.4」の封入特典である解説書のインタビューにも答えた。
2015年には特撮テレビドラマ『武蔵忍法伝 忍者烈風』（TOKYO MX）で俳優業に復帰。この作品には夫婦揃って出演している。
特技は、日本舞踊。

## 出演

### テレビドラマ
- 平岩弓枝ドラマシリーズ（CX）
  - 女の河（1977年）
  - 結婚のとき（1979年）
  - 日本のおんなシリーズ 江戸紫の女（1979年）
- 七人の刑事 第44話「新刑事二人・走る!」（1979年、TBS）
- 大河ドラマ 草燃える 第48話「船霊」（1979年、NHK） - 僧
- 銭形平次 第775話「大先輩八十歳」（1980年、CX）
- ぼくら野球探偵団 第13話「シージャック 海を行く赤マント」（1980年、12ch） - 脱獄囚
- 銀河テレビ小説 / ガラスのうさぎ（1980年、NHK）
- 太陽にほえろ!（NTV）
  - 第442話「引金に指はかけない」（1981年） - 松原典夫
  - 第610話「38時間」（1984年） - 堀江靖夫
- 空よ海よ息子たちよ（1981年、TBS） - 特攻隊員
- 長七郎天下ご免! 第85話「男が燃えた潮風街道」（1981年、ANB） - 稲垣平馬
- 男! あばれはっちゃく 第81話「めでたい大ケガ マル秘作戦」（1981年、ANB）
- 幻之介世直し帖 第8話「はやぶさ襲う死神軍団」（1981年、NTV） - 丈吉
- 火曜サスペンス劇場（NTV）
  - 松本清張の脊梁（1982年）
  - 見えない橋（1984年）
- 土曜ワイド劇場 / 高木彬光の刺青殺人事件 天才神津恭介の推理（1983年、ANB）
- 科学戦隊ダイナマン（1983年 - 1984年、ANB） - 南郷耕作 / ダイナイエロー
- 大江戸捜査網 第525話「私を妻に! 十蔵女難騒動」（1984年、TX） - 定七
- 月曜ワイド劇場 / ピンク街の聖母たち（1984年、ANB）
- 武蔵忍法伝 忍者烈風（2015年、TOKYO MX） - イクシマ童子・鬼輪奇火斗
- 鎧勇騎 月兎（2019年、TOKYO MX） - 坂本俉郎（友情出演）
- 妖ばなし （2020年 - 、TOKYO MX）
  - 第51話「十六人谷」 - 男（友情出演）
  - 第52話「舟幽霊」 - 親方（声）（友情出演）
  - 第59話「妖語り 其之三」 - 語り（声）
  - 第64話「件」 - 牧場主（友情出演）
  - 第66話「枕返し」 - 多波屋努（友情出演）
  - 第67話「通り魔」 - 多波屋努（友情出演）

### テレビアニメ
- Jヒーローズ THE ANIMATION（2020年、TOKYO MX）

### 映画
- 鉄騎兵、跳んだ（1980年、にっかつ） - 柿田誠
- 劇場版 科学戦隊ダイナマン（1983年、東映） - 南郷耕作 / ダイナイエロー